# طباخ وغنم
طباخ وغنم (بالإنجليزية: Cook and Sheep)‏ هو مسلسل رسوم متحركة مدبلج إلى العربية، من إنتاج سبيس تون في عام 2013. ويحكي قصة طباخ يريد إمساك خروف لكنه دائما ما يفشل ويعرض على قنوات سبيس تون

## قنوات البث
- الوطن العربي : سبيس تون
- أندونسيا : سبيس تون (أندونسيا)
- كوريا الجنوبية : سبيس تون (كوريا)